# Мутанна (мухафаза)
Мутанна (араб. المثنى‎) — мухафаза на юге Ирака, граничащая с Саудовской Аравией и на маленьком отрезке с Кувейтом. Административный центр — Эс-Самава. Другие крупные города — Эр-Румайта, Эль-Хидр, Эс-Сальман. Преобладающая религия — ислам шиитского толка.
На территории Мутанны находятся развалины древнего шумерского города-государства Урук.

## Округа
1. Эль-Хидр — центр Эль-Хидр
2. Эр-Румайта — центр Эр-Румайта
3. Эс-Сальман — центр Эс-Сальман
4. Эс-Самава — центр Эс-Самава